# Ozrinići
Ozrinići es una localidad de Montenegro perteneciente al municipio de Nikšić en el oeste del país.
En 2011 tenía una población de 2057 habitantes, de los cuales 1384 eran étnicamente montenegrinos y 475 serbios.
Se ubica en la periferia suroriental de la capital municipal Nikšić.
La localidad fue fundada en 1597 por cinco familias de la tribu Ozrinići, de la que toma el nombre. El asentamiento original fue destruido por los partisanos yugoslavos en 1942 y la actual localidad fue reconstruida durante el periodo yugoslavo socialista como un área periférica de Nikšić.

## Demografía
La localidad ha tenido la siguiente evolución demográfica:
| Gráfica de evolución demográfica de Ozrinići entre 1948 y 2003 |
|                                                                |